# البحرين في الألعاب الأولمبية الصيفية 1988
نافست البحرين في دورة الألعاب الأولمبية الصيفية 1988 في سيئول بكوريا الجنوبية. شارك سبعة رياضيين ذكور في سبع فعاليات في ثلاثة رياضات.

## ألعاب القوى

### رجال

#### سباقات السرعة
| الرياضي          | المسابقة       | الإنجاز | الإنجاز | النصف النهائي | النصف النهائي | النهائي  | النهائي  |
| الرياضي          | المسابقة       | الوقت   | المركز  | الوقت         | المركز        | الوقت    | المركز   |
| ---------------- | -------------- | ------- | ------- | ------------- | ------------- | -------- | -------- |
| عبد الله الدوسري | 3000 متر موانع | 9:10.85 | 29      | لم يتأهل      | لم يتأهل      | لم يتأهل | لم يتأهل |
| خالد جمعة        | 100 متر        | 10.80   | 69      | لم يتأهل      | لم يتأهل      | لم يتأهل | لم يتأهل |
| أحمد حمادة جاسم  | 400 متر حواجز  | 51.34   | 29      | لم يتأهل      | لم يتأهل      | لم يتأهل | لم يتأهل |

## المبارزة
أربع مبارزون رجال مثلوا البحرين في عام 1988.
| الرياضي                                            | المنافسة | الدور التمهيدي                     | الدور الثمن النهائي | الدور الربع النهائي | الدور النصف النهائي | الدور النهائي | الترتيب النهائي |
| الرياضي                                            | المنافسة | الخصم النتيجة                      | الخصم النتيجة       | الخصم النتيجة       | الخصم النتيجة       | الخصم النتيجة | الترتيب النهائي |
| -------------------------------------------------- | -------- | ---------------------------------- | ------------------- | ------------------- | ------------------- | ------------- | --------------- |
| أحمد الدوسري                                       | السيف    |                                    | لم يتأهل            | لم يتأهل            | لم يتأهل            | لم يتأهل      | 69              |
| صالح فرحان                                         | السيف    |                                    | لم يتأهل            | لم يتأهل            | لم يتأهل            | لم يتأهل      | 68              |
| عبد الرحمن خالد                                    | السيف    |                                    | لم يتأهل            | لم يتأهل            | لم يتأهل            | لم يتأهل      | 66              |
| أحمد الدوسري عبد الرحمن خالد خليفة خميس صالح فرحان | السيف    | السويد · خسر 3-9 · المجر · خسر 1-9 | لم يتأهلوا          | لم يتأهلوا          | لم يتأهلوا          | لم يتأهلوا    | 16              |

## الخماسي الحديث
مثل 3 رياضيين البحرين في لعبة الخماسي الحديث في 1988.

### الرجال
| الرياضي                                 | المسابقة | الرماية | الرماية | الرماية | المبارزة | المبارزة | المبارزة | السباحة  | السباحة | السباحة | الفروسية      | الفروسية | الفروسية | الجري    | الجري  | الجري   | المجموع | الترتيب |
| الرياضي                                 | المسابقة | القرع   | النقاط  | الترتيب | السجل    | النقاط   | الترتيب  | الوقت    | النقاط  | الترتيب | الوقت/العقوبة | النقاط   | الترتيب  | الوقت    | النقاط | الترتيب | المجموع | الترتيب |
| --------------------------------------- | -------- | ------- | ------- | ------- | -------- | -------- | -------- | -------- | ------- | ------- | ------------- | -------- | -------- | -------- | ------ | ------- | ------- | ------- |
| أحمد الدوسري                            | فردي     | 189     | 890     | 40      | 30-34    | 735      | 39       | 3:51.740 | 1020    | 61      | 119.09/250    | 816      | 51       | 13:15.38 | 1180   | 14      | 4641    | 47      |
| صالح فرحان                              | فردي     | 182     | 736     | 62      | 36-28    | 847      | 18       | 3:40.470 | 1112    | 51      | 105.21/270    | 824      | 50       | 13:48.65 | 1081   | 27      | 4641    | 47      |
| عبد الرحمن خالد                         | فردي     | 198     | 1088    | 1       | 25-39    | 650      | 56       | 3:43.040 | 1088    | 57      | 168.65/340    | 628      | 59       | 13:59.74 | 1048   | 37      | 4502    | 52      |
| أحمد الدوسري صالح فرحان عبد الرحمن خالد | فريق     |         | 2714    | 11      |          | 2232     | 14       |          | 3220    | 18      |               | 2268     | 15       |          | 3309   | 8       | 13743   | 15      |

## التايكوندو

### الرجال
| وليد الحشاش | المتوسط (76-83 كلغ)    | نا إيم حسن خسر النقاط    | لم يتأهل | لم يتأهل | لم يتأهل | لم يتأهل | لم يتأهل | لم يتأهل | لم يتأهل | لم يتأهل |
| راشد بدو    | الوزن الثقيل (+83 كلغ) | هيندريك ميير خسر النقاط  | لم يتأهل | لم يتأهل | لم يتأهل | لم يتأهل | لم يتأهل | لم يتأهل | لم يتأهل | لم يتأهل |
| أنور محمد   | وزن الريشة (58-64 كلغ) | فايز الديحاني خسر النقاط | لم يتأهل | لم يتأهل | لم يتأهل | لم يتأهل | لم يتأهل | لم يتأهل | لم يتأهل | لم يتأهل |